# Çiçek
Çiçek (türkisch für „Blume“, „Blüte“) ist ein türkischer weiblicher Vorname und Familienname.

## Namensträger

### Familienname
- Ali Ekber Çiçek (1935–2006), türkischer Musiker
- Atabey Çiçek (* 1995), türkischer Fußballtorhüter
- Cemil Çiçek (* 1946), türkischer Politiker
- Deniz Cicek (* 1992), deutsch-türkischer Fußballspieler
- Dursun Çiçek (* 1960), türkischer Marine-Oberst
- İpek Çiçek (* 1999), türkische Schauspielerin
- Julius Yeshu Çiçek (1942–2005), syrisch-orthodoxer Metropolit
- Mehmet Cansın Çiçek (* 1992), türkischer Fußballspieler
- Mert Çiçek (* 1998), türkischer Leichtathlet
- Musa Çiçek (* 1967), deutscher Taekwondoin türkischer Abstammung
- Nick Cicek (* 2000), türkisch-kanadischer Eishockeyspieler
- Tolgahan Çiçek (* 1995), türkisch-niederländischer Fußballspieler
- Tunahan Çiçek (* 1992), schweizerisch-türkischer Fußballspieler